# Catenária (ferrovia)

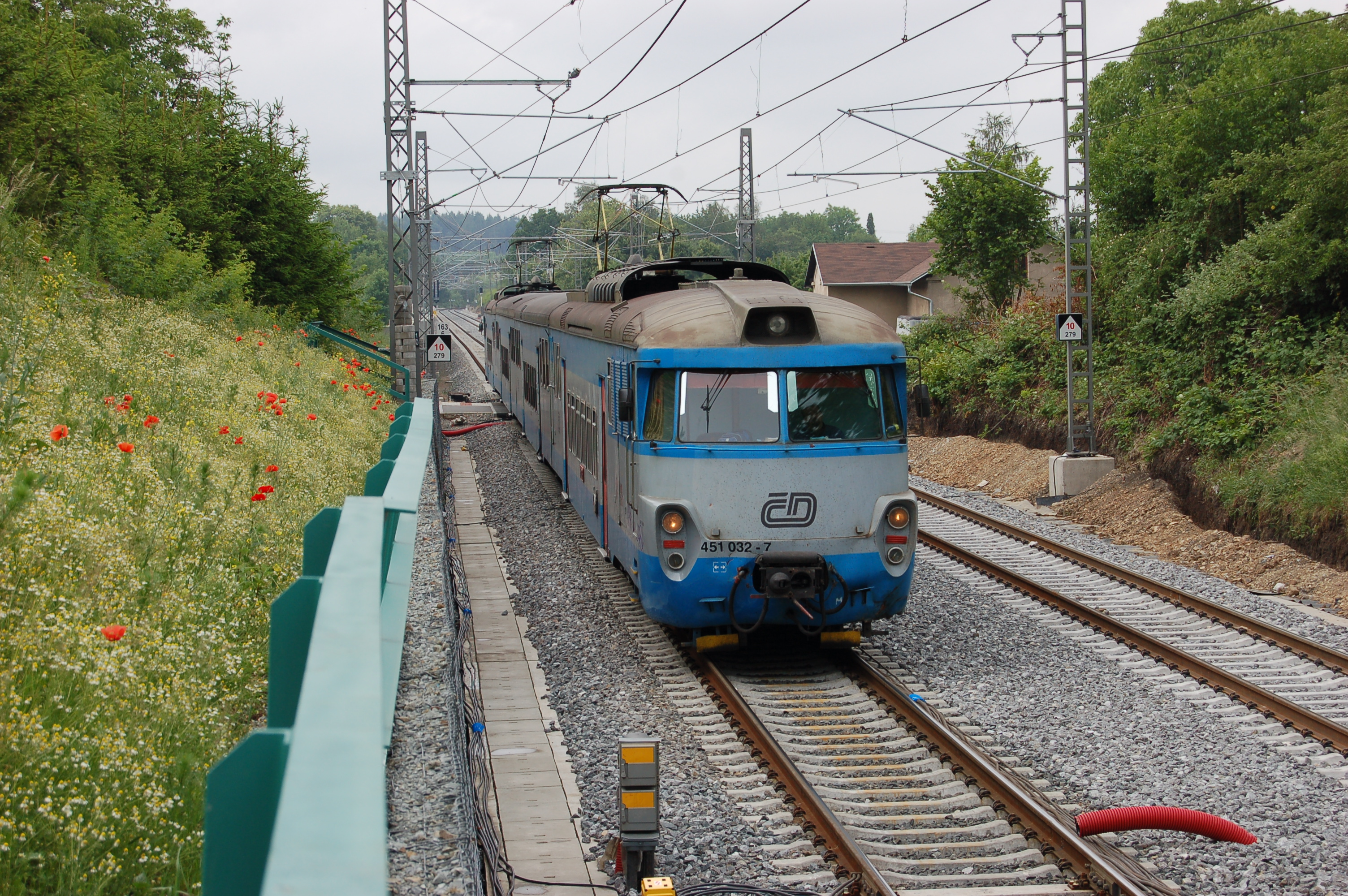
Via eletrificada por catenária

Na ferrovia, a catenária é um sistema de distribuição e alimentação elétrica aérea. Difere das distribuições de alta/média/baixa tensão para permitir uma captação direta de energia do cabo por meio de um pantógrafo instalado num veículo ferroviário. Os cabos são trocados a cada número determinado de postes e são fixos por tensão, existindo um peso superior ao de metade do cabo em cada extremidade que o estica até assentar por baixo dos fixadores. Este meio de fixação permite que haja uma superfície lisa de contato em todo o cabo. Para além de veículos de ferrovia pesada e ligeira – locomotivas, automotoras, bondes (elétricos), metrôs (metropolitanos) –, a alimentação por catenária é ainda utilizada na rodovia por trólebus (trolleys).

## Em Portugal

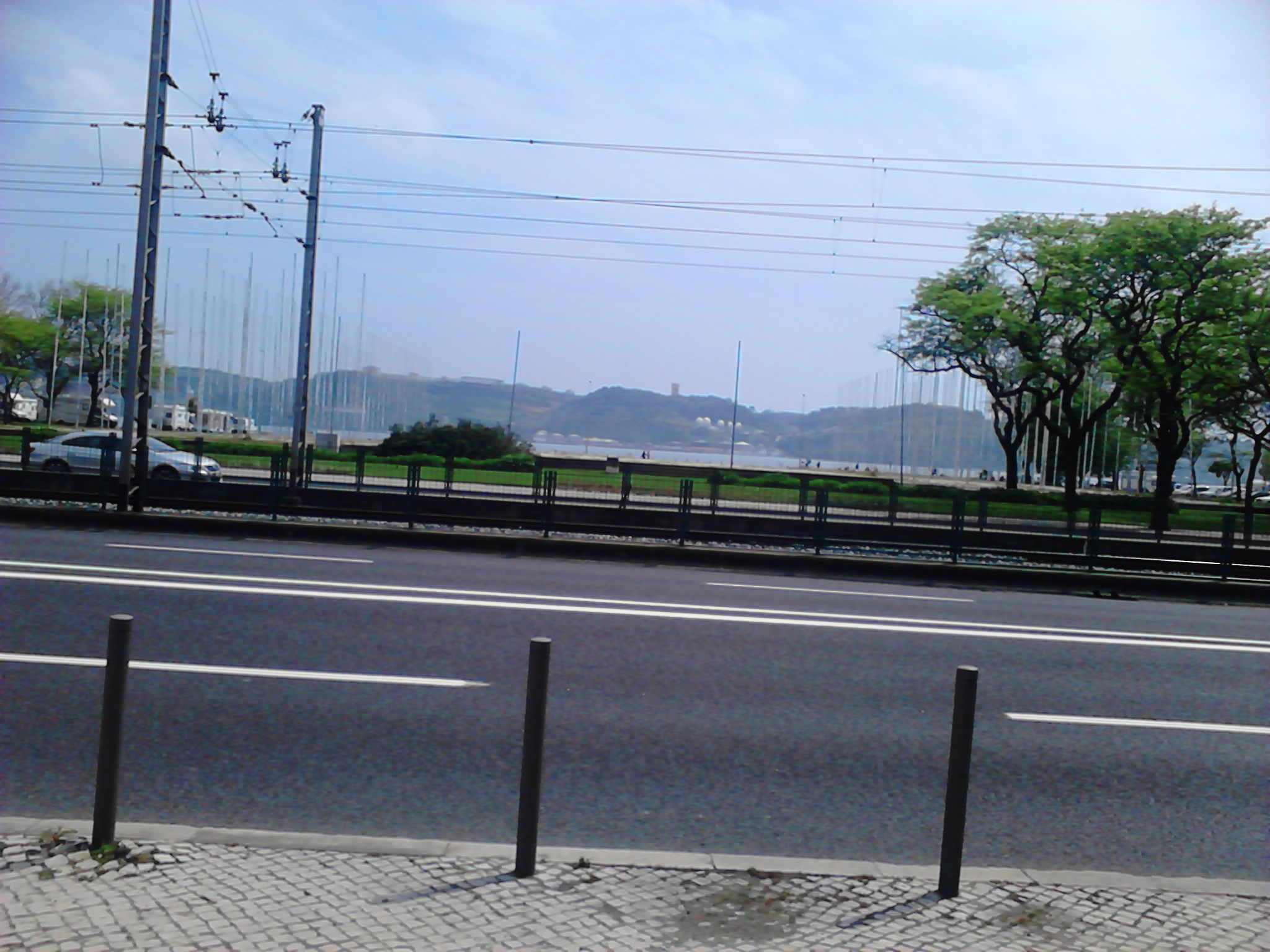
Catenária na linha de Cascais, próximo da estação de Belém

O primeiro troço a ser eletrificado foi a Linha de Cascais, a 15 de agosto de 1926, com uma tensão de 1,5 kV em corrente contínua. A eletrificação do restante da rede só teria início nos anos 1950, com uma tensão de 25 kV a 50 Hz em corrente alternada, principalmente devido a problemas de fornecimento da tensão necessária pela rede pública.

## No Brasil
A eletrificação ferroviária no Brasil teve início em 1908, quando a Estrada de Ferro Corcovado adotou a eletrificação em sua única linha, que atende ao Corcovado, no Rio de Janeiro; neste caso, foi adotado o sistema em corrente contínua e a eletrificação atende até hoje aos trens turísticos que se dirigem a um dos mais conhecidos pontos cariocas. Em 1922, a Companhia Paulista de Estradas de Ferro inaugurou o trecho eletrificado entre as cidades de Campinas e Jundiaí; assim, todos os trens naquele trecho passaram a ser tracionados por locomotivas elétricas, fabricadas pela General Electric nos EUA. O sistema escolhido foi o de 3 kV em corrente contínua, o que acabou sendo adotado como padrão brasileiro.

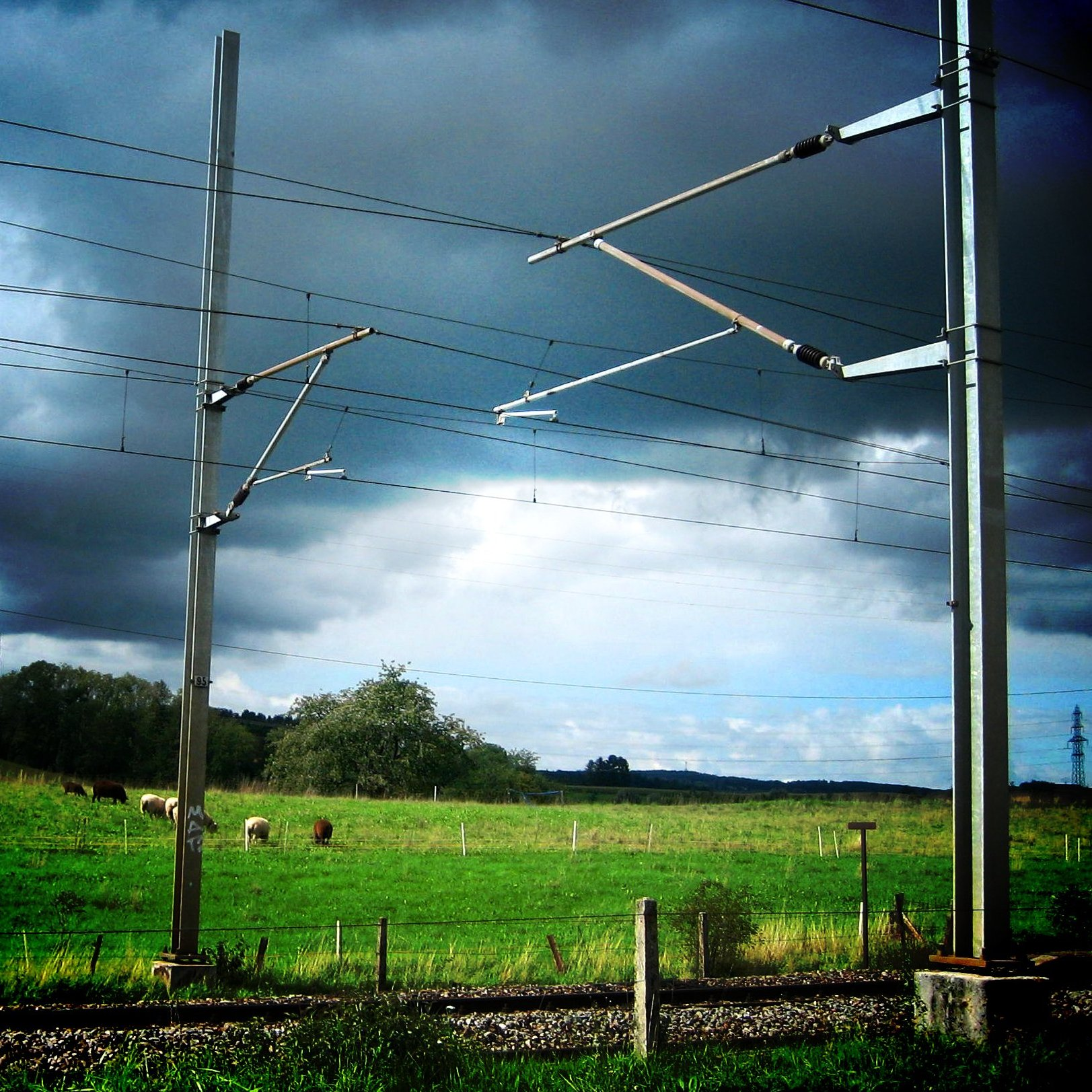
Catenária nos Caminhos de Ferro Federais da Suíça.

Ao longo das décadas de 1930 a 1960, várias ferrovias adotaram a eletrificação visando diminuir gastos com combustíveis e melhorar o rendimento dos trens, cujas locomotivas a vapor já não davam mais conta da demanda. Assim, os Estados de São Paulo, Rio de Janeiro, Minas Gerais, Paraná e Bahia tiveram ferrovias eletrificadas, em trechos de serra ou em áreas metropolitanas.
Atualmente existem sistemas de tração elétrica nas ferrovias que atendem à Grande São Paulo, Baixada Fluminense e nos sistemas metroviários do Brasil. Todos eles (com exceção do Metrô do Rio de Janeiro, do Metrô de Brasília, das linhas 1, 2, 3 e 15 do Metrô de São Paulo) adotam o sistema de catenária com tensão de 3 kV em corrente contínua. As linhas 4 e 5 do Metrô de São Paulo utilizam tensão de 1500 V em corrente contínua.